# Jozef Tuyaerts
Joannes (Jozef) Servatius Tuyaerts (Boom, 1 juni 1811 - aldaar, 23 januari 1890) was een Belgisch advocaat en politicus voor de Liberale Partij. Hij was burgemeester van Boom.

## Levensloop
Tuyaerts werd in 1838 verkozen tot Antwerps provincieraadslid voor het kanton Kontich.
Hoewel bij de lokale verkiezingen van 1848 de katholieken van Frans Verelst de meerderheid behaalden, en er slechts vier liberalen werden verkozen, benoemde de toenmalige liberale Regering-Rogier I Tuyaerts tot burgemeester. Onder zijn bewind behaalden de liberalen in 1855 de absolute meerderheid te Boom, een situatie die aanhield tot 1876. Dat jaar trad Tuyaerts terug als burgemeester, hij werd opgevolgd door partijgenoot Louis Verbeeck.
In Boom is een straat naar hem vernoemd, met name de Tuyaertsstraat.